# Бійня в школі Колумбайн
Бійня в школі Колумбайн (англ. Columbine High School massacre) — масове вбивство в старшій школі Колумбайн, штат Колорадо, одне з найбільших масових вбивств у школах США. 20 квітня 1999 року двоє учнів школи, Ділан Кліболд та Ерік Гарріс, із застосуванням вогнепальної зброї вбили 13 людей та поранили ще 21, після чого вчинили самогубство. Трагедія у Колумбайн набула широкого резонансу у суспільстві й викликала суперечки про необхідність посилення контролю над вогнепальною зброєю у США. У центрі суспільної уваги опинились також питання шкільних відносин, цькування, молодіжних субкультур тощо.

## Нападники

### Ерік Гарріс
Ерік Девід Гарріс народився у Вічіті, штат Канзас 9 квітня 1981 року. Сім'я Гаррісів часто переїжджала, оскільки батько Гарріса був транспортним пілотом ВПС США. Його мати була домогосподаркою. Сім'я переїхала з Платтсбурга, штат Нью-Йорк, до Літтлтона, штат Колорадо, в липні 1993 року, коли його батько вийшов у відставку.
Перші три роки сім'я Гаррісів жила в орендованому житлі в районі Літтлтона. У цей час Гарріс відвідував середню школу Кена Керіла, де познайомився з Кліболдом. У 1996 році родина Гаррісів придбала будинок на південь від школи Колумбайн. Старший брат Гарріса відвідував коледж при університеті Колорадо в Боулдері.

### Ділан Кліболд
Ділан Беннет Кліболд народився в Лейквуді, штат Колорадо 11 вересня 1981 року. Його батьки були пацифістами і відвідували лютеранську церкву разом зі своїми дітьми. І Ділан, і його старший брат Байрон відвідували уроки конфірмації відповідно до лютеранської традиції. Як і його старший брат, Кліболд був названий на честь відомого поета – у його випадку, драматурга Ділана Томаса.
У родинному домі Кліболди також дотримувалися деяких ритуалів, що відповідали єврейській спадщині діда Кліболда по материнській лінії. Кліболд відвідував початкову школу Нормандії в Літтлтоні, штат Колорадо, у першому та другому класах, а потім перевівся до початкової школи Губернаторського ранчо, де став учасником програми ВУВІП («Виклик учням з високим інтелектуальним потенціалом»; англ. CHIPS).

## Підґрунтя трагедії
Ерік Гарріс і Дилан Кліболд були досить непримітними учнями в школі Колумбайн. Обидва мали доволі високий рівень інтелекту, добре навчалися, але тривалий час були об'єктами цькування з боку більш популярних та сильних учнів. До скоєння цього злочину Гарріс і Кліболд вже притягалися до відповідальності за дрібну крадіжку електронного обладнання, але суд обмежився умовними термінами покарання. Обидва хлопці захоплювалися відеогрою Doom і на вебсайті, створеному Еріком Гаррісом як додаток до гри, обидва висловлювали свої думки й наміри, зокрема стосовно ненависті до школи Колумбайн і погрози щодо певних учнів. Захоплення культом насильства та відверте презирство до норм суспільної моралі обидва учні неодноразово висловлювали на відео, а також у шкільних творах, які залишилися поза увагою адміністрації школи та батьків. Численні погрози на адресу інших учнів і скарги інших батьків у поліцію теж були проігноровані. Задуми скоїти масове вбивство у школі Колумбайн обидва учні методично підготовлювали тривалий час, складали плани, готували зброю, тренувалися її використовувати. У журналах майбутня бійня порівнювалася з терактом в Оклахомі та пожежею в секті Гілки Давидової в Техасі, які сталися 19 квітня. Дата стрілянини збіглася з днем народження Адольфа Гітлера, однак злочинці планували напад на день раніше й тільки через технічні проблеми з вибухівкою та намір придбати більше боєприпасів вирішили відкласти на 20 квітня.

## Зброя

### Вогнепальна зброя

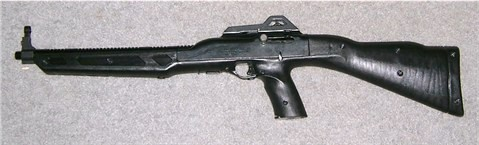
9-мм карабін Hi-Point 995, зброя, яку використовував Гарріс

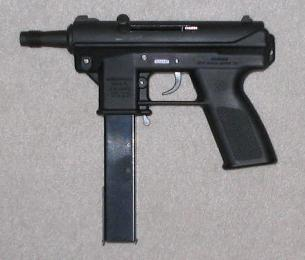
9-мм пістолет-кулемет TEC-DC9, також відомий як TEC-9, зброя, яку використовував Кліболд

За кілька місяців до нападів Гарріс і Кліболд придбали дві вогнепальні рушниці калібру 9 мм і дві рушниці 12-го калібру. У Гарріса був карабін Hi-Point 995 з тринадцятьма магазинами на 10 набоїв і помпова рушниця Savage-Springfield 67H. Кліболд використовував 9-мм напівавтоматичний пістолет Intratec TEC-9 з одним магазином на 52, одним на 32 і одним на 28 набоїв і двоствольну рушницю Stevens 311D. Дробовик Гарріса був обрізаний приблизно до 26 дюймів (660 мм), а Кліболд вкоротив довжину свого дробовика до 23 дюймів (580 мм), що є кримінальним злочином згідно з Національним законом про вогнепальну зброю США.
22 листопада 1998 року їхня подруга Робін Андерсон придбала карабін і дві рушниці для пари на виставці зброї в Таннері, оскільки вони були занадто юними, щоб легально придбати зброю самостійно. Після нападу вона сказала слідчим, що вважала, що пара хотіла отримати зброю для стрільби по мішенях, і заперечила, що їй було відомо про їхні плани. В обмін на допомогу слідству, Андерсон не були пред'явлені звинувачення.
Гарріс і Кліболд працювали на півставки в місцевій піцерії «Блекджек Піца». Через Філіпа Дюрана, свого колегу, Кліболд купив пістолет TEC-9 у Марка Мейнса за 500 доларів на іншій виставці зброї 23 січня 1999 року. Після різанини Мейнс і Дюран були притягнуті до кримінальної відповідальності. Кожному з них було пред'явлено звинувачення у передачі зброї неповнолітньому і володінні обрізом. Манес і Дюран були засуджені в цілому до шести років і чотирьох з половиною років ув'язнення відповідно.

### Холодна зброя
Поміж іншого Гарріс і Кліболд були озброєні ножами, але слідчі не вважають, що вони використовували їх під час різанини. У Гарріса на поясі був ніж для взуття, а на тильній стороні щиколотки – ніж-мачете «Хайбер-пасс», прикріплений скотчем. На руків'ї обох було викарбувано літеру «R», що відсилало до псевдоніму Гарріса «REB», а на піхвах мачете – свастика. Кліболд мав ніж «Кобра», прикріплений до поясу з лівого боку, а також складаний ніж у правій кишені.

### Вибухові пристрої
Окрім вогнепальної зброї, складний і ретельно спланований напад включав кілька саморобних вибухових пристроїв. Гарріс і Кліболд виготовили загалом 99 одиниць вибухівки, серед яких були трубчасті бомби, картриджі з вуглекислим газом, наповнені порохом (так звані «цвіркуни»), пляшки із запалювальною сумішшю та балони з пропаном, переобладнані під бомби. Пропанові бомби були використані в кафетерії, машинах стрільців та в інших місцях, призначених для відволікання уваги. Для підпалу використовували сірники, гарматні запали, макети ракетних запалів, а також таймери, зроблені з механічних будильників для пропанових бомб. Під час масового вбивства стрільці носили на передпліччях сірники, приклеєні скотчем, щоб легко підпалювати трубчасті бомби і бомби з CO2.
Гарріс також експериментував з напалмом і вигадав щось на кшталт рюкзака-вогнемета. Вони обидва намагалися переконати іншого друга і колегу, Кріса Морріса, який був частиною «Тренчкот мафії», зберігати напалм у себе вдома, але той відмовився. Гарріс також намагався завербувати його як третього стрільця, але коли йому за це дорікнули, він віджартувався.
Особистий вебсайт Гарріса містив інструкції з виготовлення трубчастих бомб і пляшок із запалювальною сумішшю, а також з широкого використання шрапнелі. Батько Гарріса одного разу знайшов одну з його трубчастих бомб. Кліболд налякав своїх колег, одного разу принісши трубчасту бомбу на роботу.
Нападники мали у своєму розпорядженні вісім балонів з пропаном, перероблених на бомби. У вихідні перед стріляниною Гарріс і Кліболд купили два балони з пропаном та інші матеріали в будівельному магазині. Вранці в день нападу вони купили ще шість балонів з пропаном. О 9:12 Гарріса зафіксувала камера спостереження заправки Texaco, коли він купував балон з пропаном Blue Rhino. Обидві бомби в кафетерії складалися з одного 9-кілограмового балона, прикріплених до нього трубчастих бомб і каністр з бензином, що стояли поруч.
Окрім цього було спроєктовано автомобільні бомби, що були виготовлені з двох 9-кілограмових балонів з пропаном, трубчастих бомб і різних ємностей, наповнених бензином, які були розкидані по автомобілях юнаків. Вісім трубчастих бомб були розміщені в машині Кліболда і одна в машині Гарріса.

## Перебіг подій

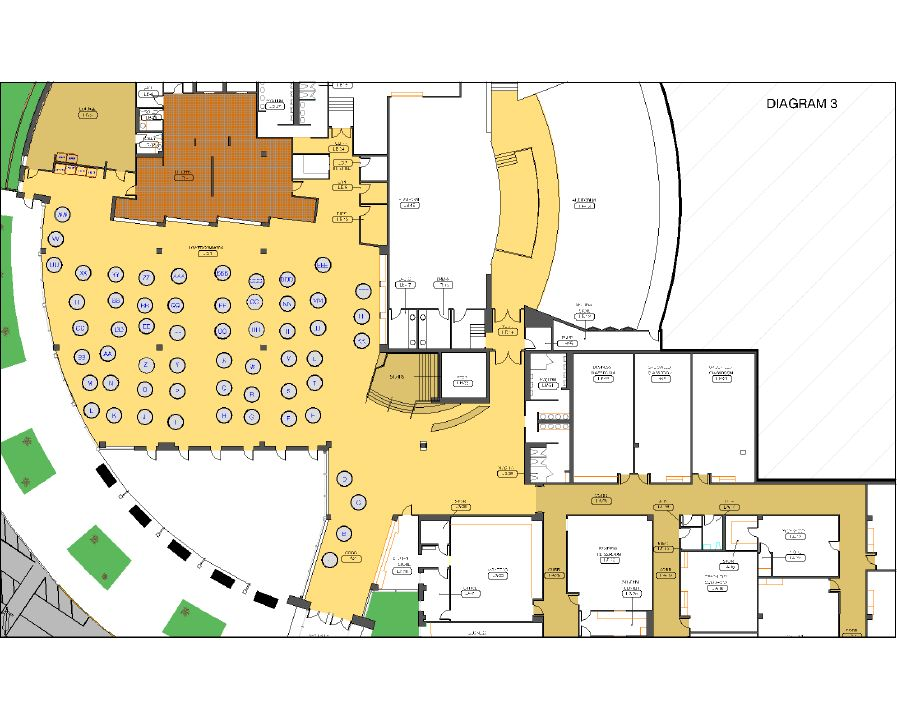
План школи під час подій 20 квітня 1999 року

Основною метою злочинців було вбити якомога більше людей у школі, тому 20 квітня 1999 року об 11:10 ранку в студентській їдальні вони залишили два саморобні вибухові пристрої. Якби пристрої вибухнули за їхнім планом під час обідньої перерви, кількість загиблих у школі сягнула б декількох сотень. Вибуху, однак, не сталося, і Кліболд і Гарріс повернулися до школи і відкрили вогонь по учнях. Перші жертви загинули у коридорах та перед входом до школи. Більшість, однак спочатку не сприйняли стрілянину серйозно і вважали, що студенти старших класів знімали фільм або використовували спеціальні ефекти, які нагадували постріли та вибухи.
Тим часом Гарріс і Кліболд продовжували йти коридорами школи і стріляли без розбору по учнях та вчителях школи. У коридорі школи був смертельно поранений черговий учитель, який намагався врятувати учнів, які в паніці розбігалися по класах та коридорах. Об 11:29 стрілянина продовжилася у бібліотеці, де Кліболд і Гарріс сміючись та глузуючи з поранених та переляканих учнів полювали на тих, хто ще залишився живий. Через розбите вікно бібліотеки вогонь також вівся по учнях які втікали зі школи, а також по поліцейських які прибували на місце злочину. У бібліотеці вони також підірвали декілька невеликих вибухових пристроїв, щоб виманити інших учнів зі своїх схованок. Загалом за 7 хвилин перебування у бібліотеці Гарріс і Кліболд вбили 10 учнів і поранили ще 12 інших. 32 іншим однак вдалося врятуватися.
Принаймні двох учнів вбивці залишили живими. Ще до початку вбивств, одному з друзів Гаріс наказав повертатися додому і не йти до школи, іншому вже під час стрілянини в бібліотеці Кліболд дозволив втекти. Об 11:44 Кліболд і Гарріс увійшли до шкільної їдальні, де намагалися знову підірвати вибуховий пристрій, який не спрацював раніше. Із застосуванням іншої вибухівки їм вдалося частково підірвати один з пристроїв і в їдальні спалахнула пожежа. Близько 12:05 двоє вбивць повернулися до бібліотеки, звідки почали стріляти по поліцейських, що оточували школу. О 12:08 згідно з планом, Гарріс і Кліболд застрелилися у бібліотеці. Лише за 46 хвилин стрілянини від куль загинуло 12 учнів та 1 вчитель, 24 інших отримали різні ступені поранення.

### Встановлення бомб
У вівторок вранці, 20 квітня 1999 року, Гарріс і Кліболд принесли до їдальні дві спортивні сумки. У кожній сумці були пропанові бомби, які мали вибухнути під час обідньої зміни, що розпочалася об 11:15. Два наплічника з трубчастими бомбами, аерозольними балончиками і маленькими пропановими бомбами були також розміщені в полі приблизно в 5 кілометрах на південь від школи і 3 кілометрах на південь від пожежної станції. Бомби мали відволікти увагу пожежників і співробітників аварійних служб від школи. Здетонували лише трубчасті бомби та один з аерозольних балончиків, що спричинило невелику пожежу, яку швидко загасили пожежники. Вибухівка здетонувала після того, як її перемістили. Вибухотехніки негайно оглянули бомби і повідомили поліцію в школі про можливість використання пристроїв з активаторами руху.
Гарріс і Кліболд переодягнулися і окремо один від одного повернулися до школи. Гарріс припаркував свій автомобіль на стоянці для молодших школярів, а Кліболд – на сусідній стоянці для старшокласників. Шкільна їдальня була їхньою головною ціллю. Їдальня мала довгу зовнішню віконну стіну, двері на першому поверсі і знаходилася на північ від парковки для старшокласників. Бібліотека була розташована над їдальнею на другому поверсі. У кожній машині були бомби.
Коли Гарріс заїхав на парковку, він зустрів свого однокласника, Брукса Брауна, що курив на вулиці під час обідньої перерви. Браун перестав спілкуватися з Гаррісом роком раніше після того, як Гарріс кинув шматок льоду в лобове скло його автомобіля і помирився з ним безпосередньо перед стріляниною. Він підійшов до Гарріса біля його машини і насварив його за те, що він пропускає ранкові заняття, оскільки Гарріс завжди серйозно ставився до шкільних занять і приходив на них вчасно. Гарріс відповів: «Це вже не має значення». Через кілька секунд Гарріс продовжив: «Бруксе, тепер ти мені подобаєшся. Забирайся звідси. Йди додому». Браун, який відчував себе тривожно, швидко покинув територію школи.
Тим часом Гарріс і Кліболд озброїлися, використовуючи ремені та ремінні стрічки, щоб приховати зброю під плащами. Вони несли сумки з бомбами та боєприпасами. Гарріс сховав свій дробовик в одній з сумок. Під плащами Гарріс носив військовий бандольєр і білу футболку з написом «Природний відбір» (англ. Natural selection) чорними літерами. Кліболд був одягнений у чорну футболку з написом «Гнів» (англ. Wrath) червоними літерами.
Бомби в їдальні не здетонували. Якби вибухівка здетонувала, як потім було повідомлено, вона вбила б або важко поранила щонайменше 480 учнів, що перебували в приміщенні і пошкодила б структуру школи, обрушивши другий поверх і, можливо, вбила б більше учнів і співробітників.

### Початок стрілянини
Об 11:19 17-річна Рейчел Скотт та її друг Річард Кастальдо обідали і сиділи на траві біля західного входу до школи. Кліболд кинув трубчасту бомбу в бік автостоянки, але бомба здетонувала лише частково, внаслідок чого з'явився дим. Кастальдо подумав, що це було витівкою старшокласників. Так само кілька студентів під час інциденту спочатку подумали, що вони спостерігають за розіграшем.
Кліболд і Гарріс витягли з-під плащів зброю і почали стріляти. Скотт загинула миттєво, коли в неї чотири рази влучили кулі з карабіна Гарріса; один постріл прийшовся у ліву скроню. Кастальдо отримав вісім пострілів у груди, руку і живіт від Гарріса і Кліболда. Він впав на землю без свідомості, але вижив і залишився паралізованим нижче грудної клітини.
Після двох пострілів TEC-9 Кліболда заклинило і він був змушений тимчасово припинити стрілянину, щоб полагодити його, що він і зробив, перезарядивши новий магазин у свій пістолет. Тим часом Гарріс зняв плащ і направив карабін вниз по західних сходах у бік трьох студентів: Деніела Рорбоу, Шона Грейвза та Ленса Кіркліна. Студенти припустили, що це були пейнтбольні рушниці, і збиралися піднятися сходами прямо під стрільцями. Гарріс вистрілив десять разів, убивши Рорбо і поранивши Грейвза і Кіркліна. Вільям Девід Сандерс, вчитель і тренер школи, перебував у їдальні, коли почув постріли і почав попереджати учнів.
Гарріс повернув на захід і зробив сім пострілів у бік п'ятьох учнів, які сиділи на трав'янистому схилі пагорба поруч зі сходами і навпроти західного входу в школу: Майкл Джонсон був поранений в обличчя, ногу і руку, але побіг і втік. Марк Тейлор був поранений в груди, руки і ногу і впав на землю, де симулював смерть. Інші троє втекли неушкодженими.
Кліболд спустився сходами до їдальні. Спочатку він вистрілив один раз у тіло Дена Рорбоу з гвинтівки, а потім підійшов до Ленса Кіркліна, який вже був поранений і лежав на землі, слабко кличучи на допомогу. Кліболд сказав: «Звичайно, я допоможу тобі», а потім вистрілив Кіркліну в щелепу з рушниці. Хоча Кірклін був майже смертельно поранений, він вижив. Грейвс, паралізований нижче пояса, заповз у дверний отвір західного входу до їдальні і впав. Він розтер кров по обличчю і прикинувся мертвим. Застреливши Кіркліна, Кліболд підійшов до дверей їдальні, переступив через пораненого Грейвса і увійшов до приміщення. Грейвс пам'ятає, як Кліболд сказав: «Вибач, чувак».
Кліболд лише ненадовго зайшов до їдальні і не стріляв у кількох людей, які все ще перебували всередині. Гарріс все ще залишався на сходах, стріляючи по людях. Він важко поранив і частково паралізував 17-річну Анну-Марію Хохгальтер, яка намагалася втекти. Кліболд вийшов з їдальні і повернувся нагору, щоб приєднатися до Гарріса. Кожен з них вистрілив по одному разу в студентів, які стояли поруч з футбольним полем, але ні в кого не влучив. Вони пішли до західного входу, кидаючи трубчасті бомби в декількох напрямках, в тому числі на дах. Лише кілька з них здетонували. Свідки чули, як один з них сказав: «Це те, що ми завжди хотіли зробити. Це круто!».
У школі перебувала вчителька мистецтва Патті Нільсон. Вона помітила метушню і попрямувала до західного входу разом зі своїм учнем Брайаном Андерсоном. Нільсон мала намір вийти на вулицю, аби змусити хлопців припинити стрілянину, думаючи, що вони або знімають відео, або влаштували студентський розіграш. Коли Андерсон відчинив перші подвійні двері, нападники вистрілили з вікон, поранивши його уламками скла. Нільсон було поранено уламками скла в плече. Андерсон і Нільсон побігли назад по коридору до бібліотеки, де Нільсон попередила студентів, що знаходилися всередині, про небезпеку, сказавши їм залізти під парти і зберігати мовчання. Вона набрала викликала екстрені служби і сховалася під адміністративною стійкою бібліотеки. Андерсон впав на підлогу, стікаючи кров'ю від поранень, а потім сховався в кімнаті з журналами, що прилягала до бібліотеки.

### Перестрілка з поліцією
Об 11:22 охоронець зателефонував по шкільному радіо заступнику Нілу Гарднеру, призначеному офіцеру з надзвичайних ситуацій в Колумбайні, з проханням про допомогу на парковці старшої школи. Єдиний асфальтований шлях привів його на Пірс-стріт, де об 11:23 він почув по поліцейській рації про впалу жінку і припустив, що її збила машина. Виходячи зі своєї патрульної машини на стоянці об 11:24, він почув ще один дзвінок по шкільному радіо: «Ніл, у школі стрілець».
Ерік Гарріс, стоячи біля західного входу, негайно розвернувся і зробив десять пострілів з карабіна в Гарднера, який знаходився за 55 метрів від нього. Коли Гарріс перезаряджав карабін, Гарднер перехилився через дах своєї машини і вистрілив у Гарріса з табельного пістолета чотири рази. Гарріс пригнувся і сховався за будівлею. Потім Гарріс знову з'явився і вистрілив у Гарднера ще щонайменше чотири рази, після чого відступив назад у будівлю. Під час перестрілки ніхто не постраждав. Гарднер повідомив по поліцейській рації: «Постріли в будівлі. Мені потрібен хтось на південній стоянці разом зі мною». До цього моменту Гарріс вистрілив 47 разів, Кліболд – 5. Стрільці увійшли до школи через західний вхід, рухаючись головним коридором, кидаючи трубчасті бомби і стріляючи в кожного, кого зустрічали. Кліболд поранив Стефані Мансон у щиколотку, але вона змогла вийти зі школи. Пройшовши кілька разів по коридору і стріляючи у бік учнів, яких вони бачили, але не влучаючи в них, вони пішли до західного входу і звернули в коридор бібліотеки.
Пол Смокер і Пол Магор, мотоциклетні патрульні офісу шерифа округу Джефферсон, виписували штраф за порушення правил дорожнього руху на північ від школи, коли об 11:23 надійшов виклик про «поранення жінки». Вибравши найкоротший шлях, вони проїхали на мотоциклах по траві між спортивними майданчиками і попрямували до західного входу. Коли вони побачили патрульних Скотта Таборскі, Ріка Серла і Кевіна Вокера, які їхали за ними на патрульній машині, вони покинули мотоцикли заради безпеки. Шестеро поліцейських почали рятувати двох поранених студентів біля бейсбольних полів, коли об 11:26 спалахнула ще одна перестрілка: Гарріс повернувся до подвійних дверей і знову почав стріляти в Гарднера, який відкрив вогонь у відповідь. З вершини пагорба помічник шерифа Смокер зробив три постріли з пістолета в Гарріса, який знову відступив у будівлю. Як і раніше, ніхто не постраждав.
У шкільній їдальні Дейв Сандерс і двоє охоронців, Джон Кертіс і Джей Галлатайн, спочатку наказали учням залізти під столи, а потім успішно евакуювали учнів сходами, що вели на другий поверх школи. Сходи були розташовані за рогом бібліотечного коридору в головному південному коридорі. Сандерс намагався убезпечити якомога більшу частину школи. Він і ще один учень були в кінці коридору, де він жестом наказав учням у бібліотеці залишатися, перш ніж зіткнулися з Гаррісом і Кліболдом, які наближалися з-за рогу північного коридору. Сандерс і студент розвернулися і побігли в протилежному напрямку. Нападники вистрілили в них обох: Гарріс двічі влучив Сандерсу в спину і шию, вибивши йому зуби, але не влучив у студента. Останній забіг до кабінету природничих наук і попередив учнів про нападників. Кліболд підійшов до Сандерса, який знепритомнів, і кинув трубчасту бомбу, після чого повернувся до Гарріса коридором бібліотеки.
Сандерс насилу поповз до наукового відділу, де знаходилося 30 студентів. Завдяки своїм знанням з надання першої медичної допомоги, студент Аарон Хенсі, незважаючи на метушню, був заведений викладачами в аудиторію з іншого кабінету. За допомогою однокурсника Кевіна Стакі та вчительки Терези Міллер, Хенсі надавав першу допомогу Сандерсу протягом трьох годин, намагаючись зупинити втрату крові, використовуючи сорочки учнів, які були в класі, і показуючи йому фотографії з гаманця, щоб змусити його говорити. Використовуючи телефон, який був у класі, Міллер і кілька учнів підтримували зв'язок з поліцією за межами школи.
Під час стрілянини в коридорах і їдальні Гарріс і Кліболд кидали трубчасті бомби. Патті Нільсон з бібліотеки зателефонувала в 9-1-1 і закликала студентів, які перебували в бібліотеці, сховатися під партами.

### Бійня в бібліотеці
Об 11:29 Гарріс і Кліболд увійшли до бібліотеки. Всередині було п'ятдесят два студенти, двоє викладачів і двоє бібліотекарів. Гарріс закричав: «Вставайте!». Це було достатньо голосно, щоб його почули на лінії служби порятунку 911. Коли ніхто не підкорився, Гарріс крикнув: «Гаразд! Я все одно почну стріляти!».
Гарріс двічі вистрілив з дробовика в парту. Студент Еван Тодд стояв біля колони, коли стрільці увійшли до бібліотеки, і встиг сховався за ксероксом. Тодд отримав осколки в око і поперек, але не був серйозно поранений. Пізніше він сховався за адміністративною стійкою.
Нападники увійшли до бібліотеки і підійшли до комп'ютерних рядів. За одним з них сидів студент-інвалід Кайл Веласкес. Кліболд вистрілив в нього з гвинтівки, смертельно ранивши того в голову і спину.
Протягом усієї бійні в бібліотеці вони наказували всім встати, говорили, як довго вони цього чекали. Наказуючи спортсменам встати, один з них сказав: «Будь-хто в білій кепці або зі спортивною емблемою – мертвий». Носіння білої бейсболки в Колумбайн було традиційним серед членів університетської спортивної команди. Ніхто не підвівся, а кілька учнів спробували сховати свої білі кепки.
У бік щойно прибулої поліції через вікна знову було здійснено постріли. Офіцери відкрили вогонь у відповідь і нападники відступили. Ніхто не постраждав. Кліболд зняв плащ і вистрілив з рушниці в сусідній стіл, поранивши трьох студентів: Патріка Ірланда, Деніела Стіплтона і Макая Холла.
Гарріс підійшов до нижнього ряду комп'ютерних столів з рушницею і зробив один постріл під першим столом, стоячи на одному коліні. Він влучив у 14-річного Стівена Курноу, смертельно поранивши його в шию. Потім він перейшов до сусіднього комп'ютерного столу, поранивши 17-річну Кейсі Рюгсеггер кулею, яка повністю пройшла через її праве плече, також зачепивши шию і розірвавши головну артерію. Коли вона почала задихатися від болю, Гарріс сказав: «Годі скиглити».

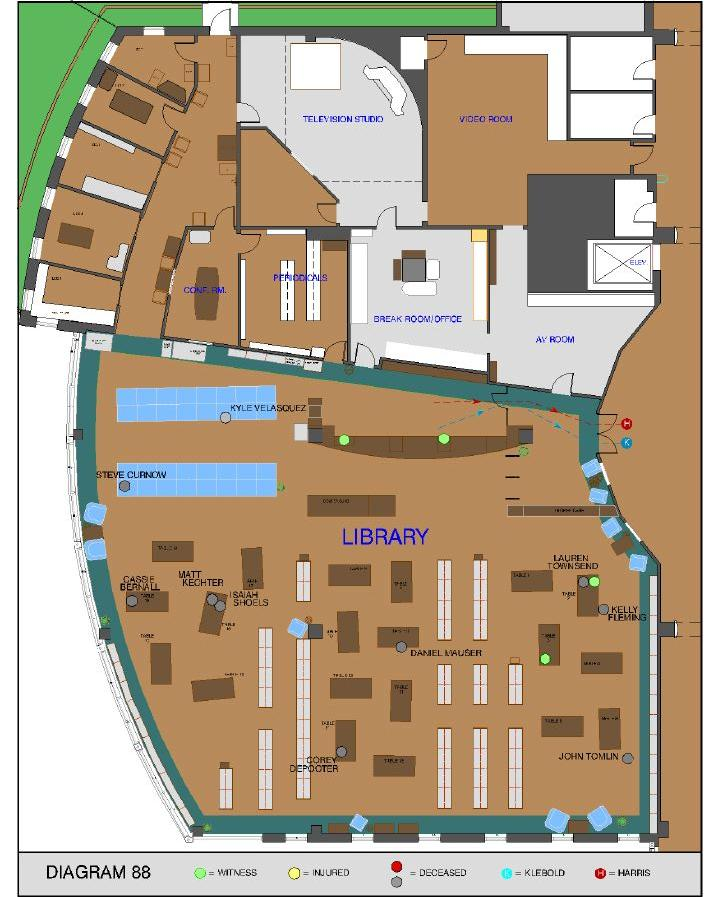
Схема бібліотеки під час різанини, створена ФБР. Гарріс (червона крапка) і Кліболд (синя крапка) виходять зі шкільної бібліотеки; зеленими крапками позначені свідки події, жовтими – поранені, сірими і червоними – загиблі.

Гарріс підійшов до столу, під яким сиділи дві студентки: Кессі Берналл та Емілі Вайант. Гарріс двічі вдарив по поверхні столу, ставши на коліна, і сказавши «ку-ку», після чого вистрілив з рушниці в голову Берналл, убивши її. В момент пострілу Гарріс тримав рушницю однією рукою, через що зброя при віддачі вдарила його в обличчя, пошкодивши ніс.
Після пострілу в Берналла Гарріс повернувся до сусіднього столу, де Брі Паскуале сиділа поруч зі столом, а не під ним. З носа Гарріса текла кров. Гарріс запитав Паскуале, чи хоче вона померти, на що вона відповіла благанням про своє життя. Гарріс розсміявся і відповів: «Всі помруть». Коли Кліболд сказав: «Застрель її», Гарріс відповів: «Ні, ми все одно підірвемо школу».
Кліболд помітив, що Ірланд намагається надати допомогу Холу, який отримав поранення в коліно. Кліболд вистрілив у нього вдруге, влучивши двічі в голову і один раз у ногу. Ірланд втратив свідомість, але вижив. Ділан підійшов до іншого столу, під яким ховалися 18-річний Ісайя Шулз, 16-річний Метью Кехтер і 16-річний Крейг Скотт (молодший брат Рейчел). Кліболд крикнув Гаррісу, що він «знайшов нігера», і спробував витягнути Шульса з-під столу.
Гарріс залишив Паскуале і приєднався до нього. Гарріс вистрілив у груди Шульсу, вбивши його, а Кліболд застрелив Кехтера. Тим часом Скотт залишився неушкодженим і лежав у крові своїх друзів, прикидаючись мертвим. Тоді Гарріс закричав: «Хто готовий померти наступним?!».
Він розвернувся і кинув трубчасту бомбу в стіл, за яким сиділи Холл, Стіплтон та Ірланд. Бомба впала на стегно Стіплтона, тоді Холл швидко відкинув її і вона вибухнула у повітрі. Гарріс підійшов до книжкових шаф і стрибнув на одну з них, очевидно, намагаючись перекинути, а потім вистрілив по книгах, що впали.
Відійшовши від шафи, Гарріс вистрілив у вітрину біля дверей, потім розвернувся і вистрілив у бік найближчого столу, влучивши і поранивши 17-річного Марка Кінтгена в голову і плече. Потім він повернувся до столу ліворуч і вистрілив, поранивши 18-річних Лізу Кройц, Лорен Таунсенд і Валін Шнурр тим самим пострілом з гвинтівки. Кліболд підійшов до того ж столу і зробив кілька пострілів з TEC-9, вбивши Таунсенд. У цей момент важко поранена Валін Шнурр почала кричати: «О, Боже! Боже мій!». У відповідь Кліболд запитав Шнурр, чи вірить вона в існування Бога, а коли Шнурр відповіла, що вірить, той запитав «Чому?» і додав: «Бог – гей». Кліболд перезарядив пістолет, але відійшов від столу.
Гарріс підійшов до іншого столу, за яким ховалися дві дівчини. Він нахилився, щоб подивитися на них, і відмахнувся від них як від «жалюгідних», не зробивши пострілу. Гарріс перейшов до іншого столу, де вистрілив двічі, поранивши 16-річних Ніколь Новлен і Джона Томліна. Томлін вибрався з-під столу, після чого був добитий Кліболдом кількома пострілами.
Гарріс повернувся на інший бік столу, де лежав мертвий Таунсенд. За столом сиділа 16-річна дівчина на ім'я Келлі Флемінг, яка, як і Брі Паскуале, через брак місця сиділа поруч зі столом, а не під ним. Гарріс вистрілив у Флемінг з гвинтівки, влучивши їй у спину і вбивши її. Він вистрілив у стіл позаду неї, влучивши в Таунсенда, який вже був мертвий, потім знову в Кройца, поранивши 18-річну Джинну Парк. Стрільці перемістилися в центр бібліотеки, де перезарядили зброю за столом. Гарріс направив свій карабін під стіл, але студент, в якого він цілився, посунувся. Гарріс повернув зброю до студента і попросив його назвати себе. Це був Джон Севідж, знайомий Кліболда. Він запитав Ділана, що вони роблять, на що той знизав плечима і відповів: «О, просто вбиваємо людей». Севідж запитав, чи не збираються вони вбити його, однак через шум Кліболд перепитав: «Що?». Севідж знову запитав, чи збираються вони його вбивати. Ділан відповів, що ні, і сказав йому бігти. Севідж кинувся навтьоки, втікши через головний вхід бібліотеки і приміщення їдальні.
Після того, як Севідж пішов, Гарріс розвернувся і вистрілив з карабіна в стіл прямо на північ від того місця, де він був, влучивши у вухо і руку 15-річному Даніелю Маузеру. Маузер у відповідь штовхнув у Гарріса стільцем або схопив його за ногу. Гарріс вистрілив ще раз і влучив Маузеру в обличчя з близької відстані, вбивши його. Гарріс рушив на південь і зробив три постріли під іншим столом, важко поранивши двох 17-річних Дженніфер Дойл та Остіна Юбенкса. Об 11:35 Кліболд вистрілив ще раз, смертельно поранивши 17-річного Корі ДеПутера. Більше жертв не було. Вони вбили 10 людей у бібліотеці та поранили 12.
Кліболд сказав, що вони можуть почати різати людей ножами, хоча вони ніколи цього не робили. Вони попрямували до головної стійки бібліотеки. Гарріс кинув коктейль Молотова у південно-західний кінець бібліотеки, але він не вибухнув. Вони зійшлися недалеко від того місця, куди Тодд перемістився після поранення. Кліболд витягнув стілець зі столу, а потім направив свій TEC-9 на Тодда, який був у білому капелюсі. Кліболд запитав, чи він спортсмен, і коли Тодд сказав, що ні, Кліболд відповів: «Що ж, це добре. Ми не любимо спортсменів». Коли Кліболд попросив Тодда назвати йому одну причину, чому він не повинен його вбивати, Тодд відповів «Я не хочу неприємностей». Кліболд сердито відповів: «Неприємностей? Ти навіть не знаєш, що таке неприємності!». Тодд спробував виправитися: «Я не це мав на увазі! Я маю на увазі, що у мене немає проблем з вами, хлопці. Ніколи не буде і ніколи не було». Тоді Кліболд сказав Гаррісу, що залишить Тодда серед живих, але Гарріс може вбити його, якщо захоче.
Гарріс, здавалося, не звернув на це уваги і заявив, що вони з Кліболдом повинні йти до їдальні. Ділан вистрілив у відкриту кімнату відпочинку співробітників бібліотеки, влучивши в маленький телевізор. Коли Гарріс відходив, Кліболд сказав: «Ще одне!», підняв стілець біля бібліотечної стійки, під яким ховалася Патті Нільсон, і грюкнув ним об комп'ютерний термінал і бібліотечну стійку. Ділан приєднався до Гарріса біля входу в бібліотеку. Вони вийшли з бібліотеки об 11:36. Обережно, побоюючись повернення стрільців, 10 поранених і 29 неушкоджених вцілілих почали евакуюватися з бібліотеки через північні двері аварійного виходу, які вели на тротуар, що прилягав до західного входу. Кейсі Рюгсеггер була евакуйована з бібліотеки Крейгом Скоттом. Якби її не евакуювали в цей момент, Рюгсеггер, ймовірно, померла б від отриманих поранень. Патрік Ірланд, непритомний, і Ліза Кройц, нездатна рухатися, залишилися в будівлі. Патті Нільсон заповзла в зовнішню кімнату відпочинку, в яку раніше стріляв Кліболд, і сховалася в шафі.

### Самогубства
Вийшовши з бібліотеки, Гарріс і Кліболд увійшли до наукової частини, де влаштували пожежу в порожній комірчині. Її загасила вчителька, яка сховалася в сусідній кімнаті. Потім нападники попрямували до південного коридору, де вистрілили в порожній науковий кабінет. Об 11:44 вони були зафіксовані шкільними камерами спостереження, коли вони знову увійшли до їдальні. На записі видно, як Гарріс присідає до перил на сходах і стріляє в бік залишених у приміщенні пропанових бомб, безуспішно намагаючись їх підірвати. Коли Кліболд підійшов до пропанової бомби і оглянув її. Гарріс в цей час випив з однієї з чашок, що залишилися там. Ділан підпалив коктейль Молотова і кинув його в пропанову бомбу. Приблизно через хвилину галон пального, прикріплений до бомби, загорівся, спричинивши пожежу, яка за кілька хвилин була загашена спринклерами. Вони покинули їдальню об 11:46.
Повернувшись до головних північного та південного коридорів школи хлопці зробили кілька пострілів у стіни та стелю, поки учні та вчителі ховалися по кабінетах. Вони пройшли через південний коридор до головного офісу, а потім повернулися до північного коридору. Об 11:56 вони повернулися до їдальні і ненадовго зайшли до шкільної кухні. О 12:00 вони повернулися сходами до південного коридору.
Вони знову увійшли до бібліотеки, в якій не було нікого з тих, хто вижив, окрім непритомного Ірланда та пораненого Кройца. Увійшовши всередину, о 12:02, поліція знову була обстріляна через вікна бібліотеки і відкрила вогонь у відповідь. Під час перестрілки ніхто не постраждав. До 12:05 стрілянина зі школи припинилася. О 12:08 обидва стрільці наклали на себе руки. Гарріс сів спиною до книжкової полиці і вистрілив зі своєї рушниці в голову через піднебіння. Кліболд став на коліна і вистрілив собі в ліву скроню з пістолета TEC-9.
У 2002 році National Enquirer опублікував дві посмертні фотографії Гарріса і Кліболда в бібліотеці. Пістолет Кліболда знаходився під тілом і його не було видно на фото, що призвело до припущення, що Гарріс застрелив Ділана перед тим, як накласти на себе руки. Однак частина крові Кліболда була на ногах Гарріса. Також перед тим, як застрелитися, Ділан підпалив коктейль Молотова на сусідньому столі, під яким лежав Патрік Ірланд, від чого стільниця миттєво загорілася. Під обгорілою плівкою матеріалу був шматочок мозкової речовини Гарріса, що свідчить про те, що до цього моменту Гарріс вже застрелився.

## Жертви
Загалом в бійні загинули 15 людей, включно з Еріком Гаррісом і Діланом Кліболдом. О 12:08 згідно з планом, Гарріс і Кліболд застрелилися у бібліотеці. Лише за 46 хвилин стрілянини від куль загинуло 12 учнів та 1 вчитель, 24 інших отримали різні ступені поранення.
| Ім'я                 | Вік | Вбивця        | Місце убивства                                                      |
| -------------------- | --- | ------------- | ------------------------------------------------------------------- |
| Рейчел Скотт         | 17  | Ерік Гарріс   | Біля західного входу в школу                                        |
| Деніел Рорбо         | 15  | Ерік Гарріс   | Біля сходів, що ведуть до західного входу в школу                   |
| Вільям Девід Сандерс | 47  | Ерік Гарріс   | Коридор біля бібліотеки; помер від втрати крові в науковому класі   |
| Кайл Веласкес        | 16  | Ділан Кліболд | Комп'ютерний клас в бібліотеці                                      |
| Стівен Курноу        | 14  | Ерік Гарріс   | Комп'ютерний клас в бібліотеці                                      |
| Кессі Берналл        | 17  | Ерік Гарріс   | Бібліотека, вбита під столом № 19                                   |
| Ісайя Шулз           | 18  | Ерік Гарріс   | Бібліотека, вбитий під столом № 16                                  |
| Метью Кехтер         | 16  | Ділан Кліболд | Бібліотека, вбитий під столом № 16                                  |
| Лорен Таунсенд       | 18  | Ділан Кліболд | Бібліотека, вбита під столом № 2                                    |
| Джон Томлін          | 16  | Ділан Кліболд | Бібліотека, вбитий під столом № 6; добитий після поранення Гаррісом |
| Келлі Флемінг        | 16  | Ерік Гарріс   | Бібліотека, вбита під столом № 2                                    |
| Даніель Маузер       | 15  | Ерік Гарріс   | Бібліотека, вбитий під столом № 9                                   |
| Корі ДеПутер         | 17  | Ділан Кліболд | Бібліотека, вбитий під столом № 14                                  |
| Ерік Гарріс          | 18  | самогубство   | Біля книжкових полиць в бібліотеці                                  |
| Ділан Кліболд        | 17  | самогубство   | Біля книжкових полиць в бібліотеці                                  |

### Вторинні жертви
Через півроку після стрілянини мати Енн-Марі Хохгальтер наклала на себе руки. Кілька колишніх учнів та вчителів як наслідок стрілянини мали ПТСР. Грег Барнс, 17-річний учень, який був свідком стрілянини в Сандерса, наклав на себе руки в травні 2000 року. Остін Юбенкс, який вижив і був поранений під час стрілянини, почав вживати багато ліків, розвинувши опіоїдну залежність. Врешті-решт, подолавши залежність, а згодом публічно розповівши про неї, Юбенкс помер у 2019 році у віці 37 років від випадкового передозування.

## Наслідки
Бійня у школі Колумбайн виявилася справжнім шоком для усього американського суспільства. Відразу після оприлюднення даних про вбивць та обставин трагедії у Колумбайн почалися пошуки причин та можливих винуватців трагедії. Під час жвавого обговорення цієї події у пресі висувалося декілька теорій, які на думку оглядачів могли спонукати зовні нормальних учнів із порядних, заможніх сімей до такого злочину. Серед причин оглядачі вказували на постійне цькування та приниження, яке стало нормою у школі, а також на фільми, музику і особливо відеоігри, такі як Doom, які пропагували культ насилля у суспільстві. Інші оглядачі вказували на відчуження хлопців від норм суспільної моралі, антисоціальну поведінку, цинізм, які опинилися поза увагою батьків, адміністрації школи та поліції. Як один із мотивів злочину також розглядалося вживання Гаррісом антидепресивних препаратів, які могли за певних обставин призвести до невмотивованого сплеску агресії. У результаті розслідування, психіатри, однак, визначили що Ерік Гарріс страждав на клінічну психопатію, а Дилан Кліболд мав глибоку депресію і можливо опинився під впливом Гарріса, який був основним організатором бійні. Сучасний аналіз подій відкидає цькування і приниження, як основні мотиви злочину, натомість психічні розлади та глибоко вкорінена антисоціальна поведінка, комплекс вищевартості, на думку спеціалістів, стали основними причинами агресії.
Після подій у Колумбайн у більшості шкіл США було вжито декілька основних заходів, спрямованих на запобігання агресії серед учнів. Зокрема, багато шкіл посилили заходи безпеки, були встановлені додаткові металошукачі, камери стеження, задіяні додаткові сили поліції та служби безпеки. Після трагічних подій у Колумбайн почали вживатися енергійніші заходи для припинення цькування учнів, випадки погроз та застосування зброї здебільшого отримували негайну, а часом і диспропорційну реакцію з боку адміністрації та поліції. Незважаючи на доступність зброї для вбивць у Колумбайн, та заклики посилити контроль над її розповсюдженням у США, спроби обмежити продаж вогнестрільної зброї виявилися невдалими, здебільшого через великий вплив про-збройного лобі в країні.

## Значення
Події у школі Колумбайн привернули неабияку увагу громадськості і зокрема, кримінологів, психіатрів, письменників та режисерів. Друком вийшло декілька книг, які професійно та докладно аналізували події та мотиви бійні у середній школі. Серед декількох фільмів та телевізійних програм про ці трагічні події найбільш значимим став документальний фільм Майкла Мура «Боулінг для Колумбайн», який отримав численні міжнародні нагороди, зокрема премію Оскара у 2002 році. У 2005 році також вийшла рольова відеогра Super Columbine Massacre RPG!, яка відтворювала події у школі Колумбайн. Реакція на гру була здебільшого негативною: критики звинувачували авторів у тривіалізації людської трагедії у Колумбайн.